# Lagkagehuset
Lagekagehuset A/S (Ole & Steen A/S) er en bagerkæde ejet af Holdingselskabet Danish Bake Holding ApS, der er ejet af Nordic Capital (en), som er en såkaldt Private equity (en). Virksomhedens engelske CEO, Jason Cotta er baseret i København og London og direktionen består desuden af Mikael Koch Jensen (CFO), Jesper Mark Dixen (CCO) og Martin Bjeld, Head of Group Supply Chain. Virksomheden beskæftiger 3000 medarbejdere på 143 butikker i Danmark, England og USA.

## Historie
Forretningen startede i 1991 med en forretning i København i bygningen ved Christianshavns Torv fra 1930, som kaldes Lagkagehuset. Det var Ole Kristoffersen, der stod bag den første butik sammen med sin daværende hustru Jane Borup, der forsat er butikschef i Lagkagehuset. Samtidig var Steen Skallebæk i Sønderjylland ved at stifte sin egen bagerbutik i Haderslev. Gennem årene åbnede Lagkagehuset flere steder i København, mens Skallebæk bageriet i 2008 åbnede sin nummer to butik i Aabenraa i Sønderjylland. I 2008 fusionerede Skallebæk og Lagkagehuset til en stor bagerkæde med navnet Lagkagehuset. 
I 2017 sælger Ole Kristoffersen og Steen Skallebæk de resterende 20 procent af Lagkagehuset til Nordic Capital, efter først at have solgt en større ejerandel af Lagkagehuset til kapitalfonden FSN Capital i 2008.
I slutningen af 2016 åbnede Lagkagehuset et bageri i London under navnet "Ole and Steen - Lagkagehuset". Det er Lagkagehusets første bageri uden for Danmark og der er efterfølgende åbnet flere bagerier i New York og London, samt tilført en click & collect app for at imødegå manglende omsætning fra hverdagssalget under Coronaviruspandemien i 2020.
Under Coronaviruspandemien i 2020 modtog den danske virksomhed lønkompensation på 4.684.001 kroner fra den danske stat.
sammen med 100.000 andre danske virksomheder. Folketinget ønskede ikke at give lønkompensation til "virksomheder med base i skattely i henhold til EU’s retningslinjer".
Lagkagehuset var i 2020 ejet af virksomheder på Jersey og Luxembourg i 3. led. Både Luxembourg og Jersey har siden 2008 haft en skatteaftale med den danske stat, som er indgået af daværende skatteminister Kristian Jensen. Landene blev dog af nogle eksperter opfattet som skattely for dobbeltbeskatning og kritikken var desuden, at Lagkagehuset benyttede sig af at låne internt af ejerne med renter (1,2%) , mens nogle politikere, herunder Alex Vanopslagh mente, at debatten i medierne manglede nuancer og som desuden stillede et paragraf 20 spørgsmål til Udviklingsministeren om Ibis Oxfams kampagne mod Lagkagehuset.

## Ejerskab og ledelse
Lagkagehuset A/S er ejet af en virksomhed på Jersey, der har en skatteaftale med den danske stat.
Det sker gennem en ejerkæde hvor Lagkagehuset A/S er ejet af Danish Bake A/S, der ejes af Danish Bake Group ApS,
ejet af Danish Bake Holding ApS, ejet af Cidron Garonne Limited på Jersey og FoodLuxCo S.à r.l. i Luxembourg, der har en skatteaftale med den danske stat.
FoodLuxCo S.à r.l er ejet af Cidron Garonne Limited.
Administrerende direktør i virksomheden er Jason Cotta, der kom fra en ansættelse i Costa Coffee.
Han tog over i august 2019 efter Jesper Friis.
Lagekagehuset A/S ejer varemærkerne "Lagekagehuset" og "Ole & Steen".

## Drive-through bageri
Som få bagerier i Danmark har otte af Lagkagehusets bagerier en Drive-through butik, hvor man med bilen kan køre direkte hen og hente sit brød, betale og køre igen. Disse butikker med 'Drive-through' finder man i Silkeborg, Fredericia, Haderslev, Hørsholm, Vallensbæk, Horsens, Aabenraa, Aarhus, Aalborg og Kolding.

## Bagerbutikker
| Antal      | Land    | Landsdel   | By |
| ---------- | ------- | ---------- | --- |
| 64         | Danmark | Sjælland   | - Amager Strand, - Amagerbrogade, - Bagsværd Hovedgade, - Birkerød (MENY), - Brønshøj Torv - Carlsbergbyen, - Charlottenlund, - Christianshavn - Copenhagen Airport (5), - CPH I - CPH II - CPH IIII - CPH IIIII - CPH IIIIII - Dampfærgevej, - Dragør - Espergærde (MENY), - Falkoner Allé 4, - Falkoner Allé 80, - Fields - Grønningen, - Hellerup, - Hillerød, - Holbæk - Holte - Hørsholm, - Hovedbanegården, - Hovedbanegården (Reventlowsgade) - Illum - Islands Brygge - Køge - Kgs. Nytorv (Magasin), - Kultorvet, - Lyngby Hovedgade (Magasin), - Lyngby Station, - Nærum - Nærum (MENY), - Nordhavn (MENY) - Nordre Frihavnsgade, - Nørrebrogade, - Ny Østergade, - Ordrup (MENY), - Ørestad - Øster fælled - Rejsbygade, - Rødovre - Rødovre Port - Roskilde, - Rungsted, - Skovlunde - Sluseholmen - Søborg Hovedgade, - Søborg (MENY), - Solrød, - Sortedam, - Strøget, - Værløse, - Værnedamsvej, - Valby Langgade, - Vallensbæk, - Vanløse Kronen, - Vermlandsgade, - Vesterbrogade, - Vanløse Kronen, - Virum, |
| 5          | Danmark | Fyn        | Middelfart Odense - Dalum - Mågebakken (MENY) - Vestergade - Vestre Stationsvej |
| 42         | Danmark | Jylland    | - Aabenraa - Aabybro (MENY) - Aalborg - Aalborg Magasin - Aarhus - M. P. Bruunsgade, - Magasin du Nord, - Grenåvej - Rosenvangs Allé - Langenæs Allé - Nordre Strandvej - Thorvaldensgade, - Bredballe - Fredericia - Fredericia (MENY) - Galten - Gråsten - Haderslev - Haderslev (MENY) - Herning - Herning (MENY) - Hjørring (MENY) - Horsens - Horsens LG Torv - Kjellerup - Kolding Lyshøj Allé - Kolding Sydbanegade - Lokesallé - Østre Havn (Aalborg) (MENY) - Randers - Randers, Aarhusvej - Rødekro - Silkeborg - Skanderborg - Skanderborg (MENY) - Skive - Sønderborg - Vamdrup - Vejle - Vejle DTC - Vejle Station - Viborg - Viborg (MENY) |
| 26         | England | South East | - London - Canary Wharf - Chiswick Store - Eccleston Place Victoria - Greenwich - Hampstead - Jubilee Place Canary Wharf - High Street Kensington - Kingston - Leicester Square - London Bridge - Moorgate - Northcote Road Clapham - Notting Hill Gate - Oxford Circus - Richmond - Seven Dials - South Kensington - St. James's - Strand - Tottenham Court Road - Victoria Nova - Westfield White City - Wigmore Street - Oxford - Guildford - Windsor |
| 6          | USA     | New York   | - New York City - Bryant Park - Church Street - Intercontinental - Maspeth CPU - Union Square - Upper East Side |
| Total: 143 |         |            | |

## Eksterne kilder og henvisninger
1. 1 2 3  Lagkagehuset A/S, CVR
2. ↑  Lagkagehusets topchef: “Vi er blevet tvunget til at genoverveje vores måde at drive butikker og forretning på”
3. ↑  Historien om lagkagehuset
4. ↑  Steen Skallebæk og Ole Kristoffersen har solgt Lagkagehuset to gange: Så rige er de blevet
5. ↑  Ole og Steen har indtaget London: Briterne skal spise poppy twist og copenhagener | Berlingske Business
6. ↑  Lagkagehusets direktør frygter at miste hverdagssalget
7. 1 2 3  Emil Ellesøe Ditzel & Niels Lykke Møller (14. maj 2020). "Selskaber ejet i skattely har fået 261.000.000 kroner fra hjælpepakker - se selskaberne her". TV 2.
8. ↑  100.000 virksomheder har fået hjælp under coronakrisen: Tager år før svindel er opgjort
9. ↑  "Regeringen og alle Folketingets partier er enige om at justere og udvide hjælpepakker til dansk økonomi". 18. april 2020.
10. ↑  Slut med skattely på Guernsey og Jersey Skatteministeriet
11. ↑  Alex Vanopslagh - Kære venstrefløj i Danmark: Gider I ikke
12. ↑  https://www.ft.dk/da/leksikon/20-spoergsmaal
13. ↑  https://www.ft.dk/samling/20191/spoergsmaal/S1307/spm/2200371/index.htm
14. ↑  Danish Bake A/S, CVR
15. ↑  Danish Bake Group ApS, CVR
16. ↑  Danish Bake Holding ApS , CVR
17. ↑  Simon Bendtsen og Mette Dalgaard (23. august 2019). "Lagkagehusets direktør stopper – englænder overtager posten". Berlingske.
18. ↑  OLE & STEEN Trademark of Lagkagehuset A/S - Registration Number 5398786 - Serial Number 79214891 :: Justia Trademarks
19. ↑  LAGKAGEHUSET Trademark of Lagkagehuset A/S - Registration Number 5288378 - Serial Number 79203764 :: Justia Trademarks
20. ↑  Historien om Drive-in
Drive-in i Fredericia
Drive-in i Hørsholm (Webside ikke længere tilgængelig)
Drive-in i Vallensbæk
Drive-in i Haderslev
21. ↑  Find Lagkagehus | Lagkagehuset
22. ↑  https://oleandsteen.co.uk/stores